# Hinwil (district)
Hinwil is een district in het oosten van het kanton Zürich. De hoofdplaats is Hinwil.
Het district omvat de volgende gemeenten:
| Wapenschild | Postcode en gemeentenaam | Inwoners (2002) | Oppervlakte (km2) | Gemeentenummer |
| ----------- | ------------------------ | --------------- | ----------------- | -------------- |
| Bäretswil   | 8344 Bäretswil           | 4298            | 22,23             | 0111           |
| Bubikon     | 8608 Bubikon             | 5574            | 11,58             | 0112           |
| Dürnten     | 8635 Dürnten             | 6090            | 10,19             | 0113           |
| Fischenthal | 8497 Fischenthal         | 2023            | 30,25             | 0114           |
| Gossau      | 8625 Gossau              | 8844            | 18,28             | 0115           |
| Grüningen   | 8627 Grüningen           | 2828            | 8,77              | 0116           |
| Hinwil      | 8340 Hinwil              | 9585            | 22,31             | 0117           |
| Rüti        | 8630 Rüti                | 11018           | 10,19             | 0118           |
| Seegräben   | 8607 Seegräben           | 1258            | 3,75              | 0119           |
| Wald        | 8636 Wald                | 8560            | 25,25             | 0120           |
| Wetzikon    | 8620 Wetzikon            | 18751           | 16,73             | 0121           |

Affoltern · Andelfingen · Bülach · Dielsdorf · Dietikon · Hinwil · Horgen · Meilen · Pfäffikon · Uster · Winterthur · Zürich